# San Pancrazio Salentino
San Pancrazio Salentino är en ort och kommun i provinsen Brindisi i regionen Apulien i Italien. Kommunen hade 9 882 invånare (2017).